# Tokyo Camii

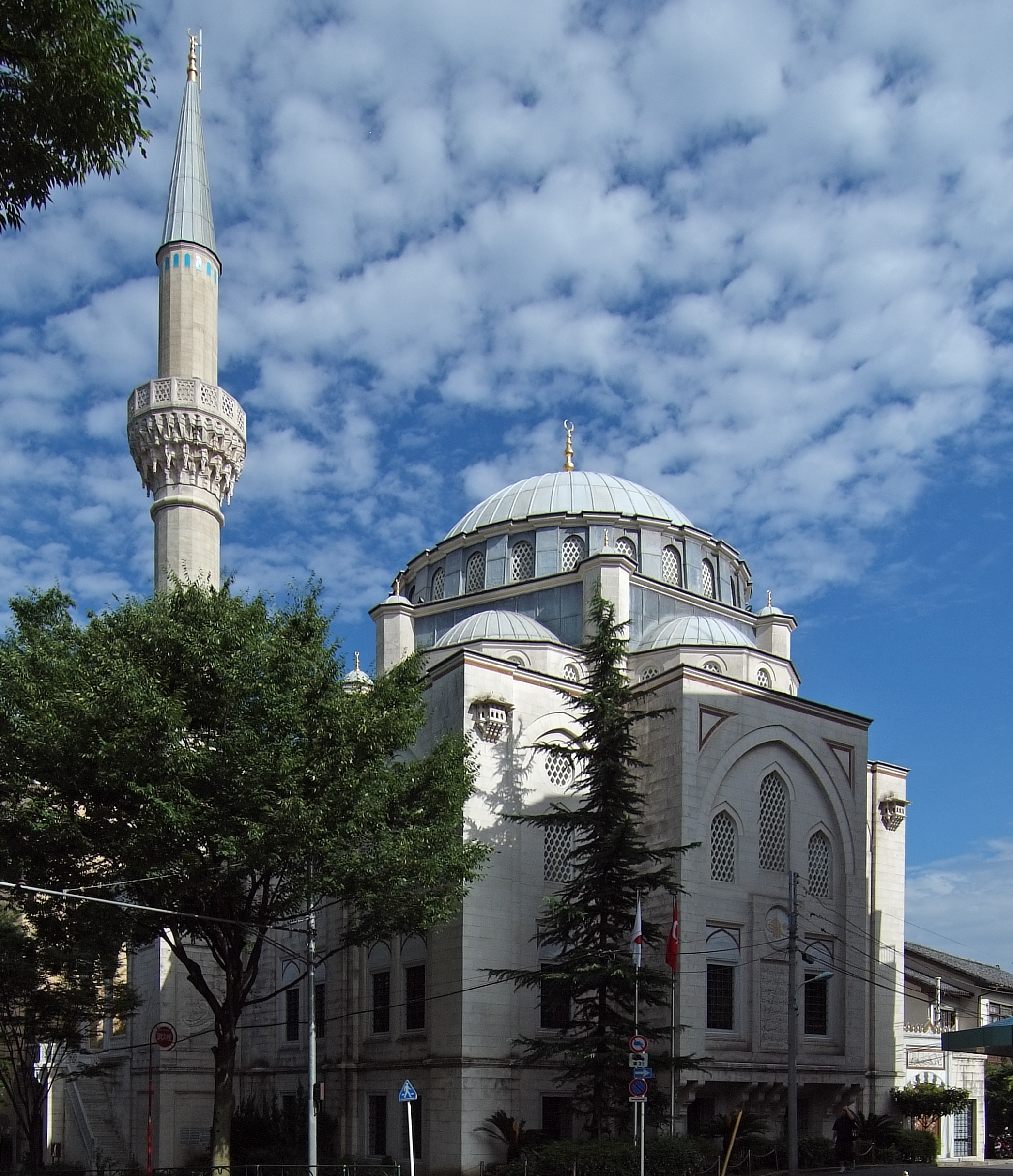
Tokyo Camii

Tokyo Camii (jap. 東京ジャーミイ, Tōkyō-jāmii; auch Tokyo Mosque (東京モスク, Tōkyō-mosuku); vollständiger Name: 東京ジャーミイ・トルコ文化センター, Tōkyō-jāmii · Toruko-bunka-sentā, auf Deutsch so viel wie: „Tokioter Moschee & Türkisches Kulturzentrum“) ist eine Moschee mit angeschlossenem türkischen Kulturzentrum in der japanischen Hauptstadt Tokio. Sie befindet sich im Viertel Ōyama-chō (大山町) des Bezirks Shibuya, in der Nähe des Bahnhofs Yoyogi-Uehara.
Die Moschee wurde zusammen mit einer Schule am 12. Mai 1938 (Maulid an-Nabī des Jahres) von der Gemeinde „Mahalle-i İslamiye“, baschkirische und Kasan-tatarische Emigranten aus Russland nach der Oktoberrevolution, unter Abdürreşid İbrahim (erster Imam der Moschee) und Abdülhay Kurban Ali im Viertel Yoyogi-Uehara (代々木上原) von Shibuya fertiggestellt. Bei der Eröffnungszeremonie waren hochrangige Militärs und Politiker aus Japan (darunter der Gründer der ultranationalistischen Gen’yōsha Tōyama Mitsuru sowie Admiral Ogasawara Naganari) und dem Ausland anwesend.
1986 wurde die Moschee wegen starker Bauschäden abgerissen. Unter der Schirmherrschaft des Diyanet İşleri Başkanlığı wurde dann 1998 ein Neubau begonnen, der im Jahr 2000 abgeschlossen wurde und dessen Kosten sich auf ca. 1,5 Milliarden Yen beliefen. Architekt des Neubaus war Muharrem Hilmi Senalp. Der Neubau orientiert sich an die Ornamentik der osmanischen Sakralarchitektur. Die Einweihungszeremonie fand diesmal am 30. Juni 2000 statt, bei der der türkische Botschafter in Japan, Yaman Başkut, eine Rede hielt. Bei der feierlichen Eröffnung waren ferner Staatsminister Fikret Ünlü und der Vorsitzende des Präsidiums für Religiöse Angelegenheiten, Mehmet Nuri Yılmaz, zugegen.
Im Jahre 2003 erklärte der damalige türkische Parlamentspräsident Bülent Arınç bei einem Besuch der Moschee: „Ich hoffe, dass diejenigen die kommen und dies sehen, sich zur wahren Religion bekehren.“ Einen Tag später erklärte er, falsch verstanden worden zu sein. Er habe die Japaner nie zur Bekehrung aufgefordert. Im Jahre 2004 besuchte Ministerpräsident Recep Tayyip Erdoğan im Rahmen eines Staatsbesuchs die Tokyo Camii. Begleitet wurde er von dem damaligen Staatsminister Ali Babacan, den Ministern für Gesundheit und für Tourismus, einer Gruppe Abgeordneten und dem türkischen Botschafter in Tokio, Solmaz Ünaydın.